# Regina Do Santos
Regina Do Santos (1950, Botafogo, Río de Janeiro) es una cantante y bailarina brasileña. A los 12 años, participó en el programa "La Fiesta do Bolinha" en TV Río, realizando junto a otros niños con buenas condiciones para el canto y el baile.
Con 16 años grabó su primer álbum discográfico en el grupo "The Black Sisters" con gran éxito en Brasil y realizando giras por casi toda América del Sur. También ha participado en comedias musicales como "Hair", "Promesas y promesas" y "Pippin" y en algunas películas. 
En 1985 viajó a España al obtener un contrato con el teatro "El molino" de Barcelona. Participó en algunos programas de televisión como "La casa por la ventana", "Ángel Casas Show", "Paradise tropical" y "Por la mañana". Estrena su espectáculo "Minandas 90's" en Madrid.
Regina presentó el concurso "El Ordenamor" para Canal Sur de Andalucía junto con el cómico-actor Pablo Carbonell.
También ha estado trabajando con directores importantes como José Luis Moreno y Emilio Aragón. Ha participado en diferentes programas de Telecinco, entre ellos ¡Qué tiempo tan feliz! de María Teresa Campos, Sálvame de Jorge Javier Vázquez o Pasapalabra con Christian Gálvez, entre otros.
En los años siguientes grabó hasta 10 discos más.
El 15 de septiembre de 2011, Regina Do Santos entró en el reality show "Acorralados" (Telecinco), donde un grupo de famosos tenían que convivir en una granja con animales. Su estancia no fue demasiado larga ya que fue la primera expulsada del concurso. Tras competir con Sonia Baby y Leticia Sabater durante una semana para volver al concurso, fue repescada y posteriormente 4.ª Finalista de Acorralados. De tal forma, Regina se convirtió en la primera y la última expulsada de dicha edición.
Actualmente ha aparecido en la película Cosmética Terror.
- Datos: Q6103872